# 瓦店镇 (南阳市)
瓦店镇，是中华人民共和国河南省南阳市宛城区下辖的一个乡镇级行政单位。

## 行政区划
瓦店镇下辖以下地区：
瓦南社区、瓦北社区、刘营村、荀营村、朱张庄村、界中村、大陈村、焦营村、李璜村、邓桥村、尚庄村、关帝庙村、陈庄村、小李庄村、闫桥村、逵营村、来庄村、良庄村、岳庙村、白营村和邓官营村。